# Controvaio
Controvaio è un termine utilizzato in araldica per indicare un vaio colle pezze d'azzurro, giunte per le basi.
Si usa invece il termine controvaiato quando, mantenendo la stessa forma del controvaio, le pezze (o campanelle) sono di smalto differente dall'azzurro e dall'argento.

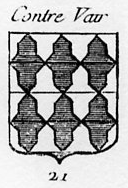
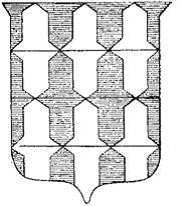
controvaio
controvaio
controvaiato d'oro e di rosso
controvaiato d'oro e d'azzurro
controvaiato d'oro e d'azzurro